# Gustaf Tenggren

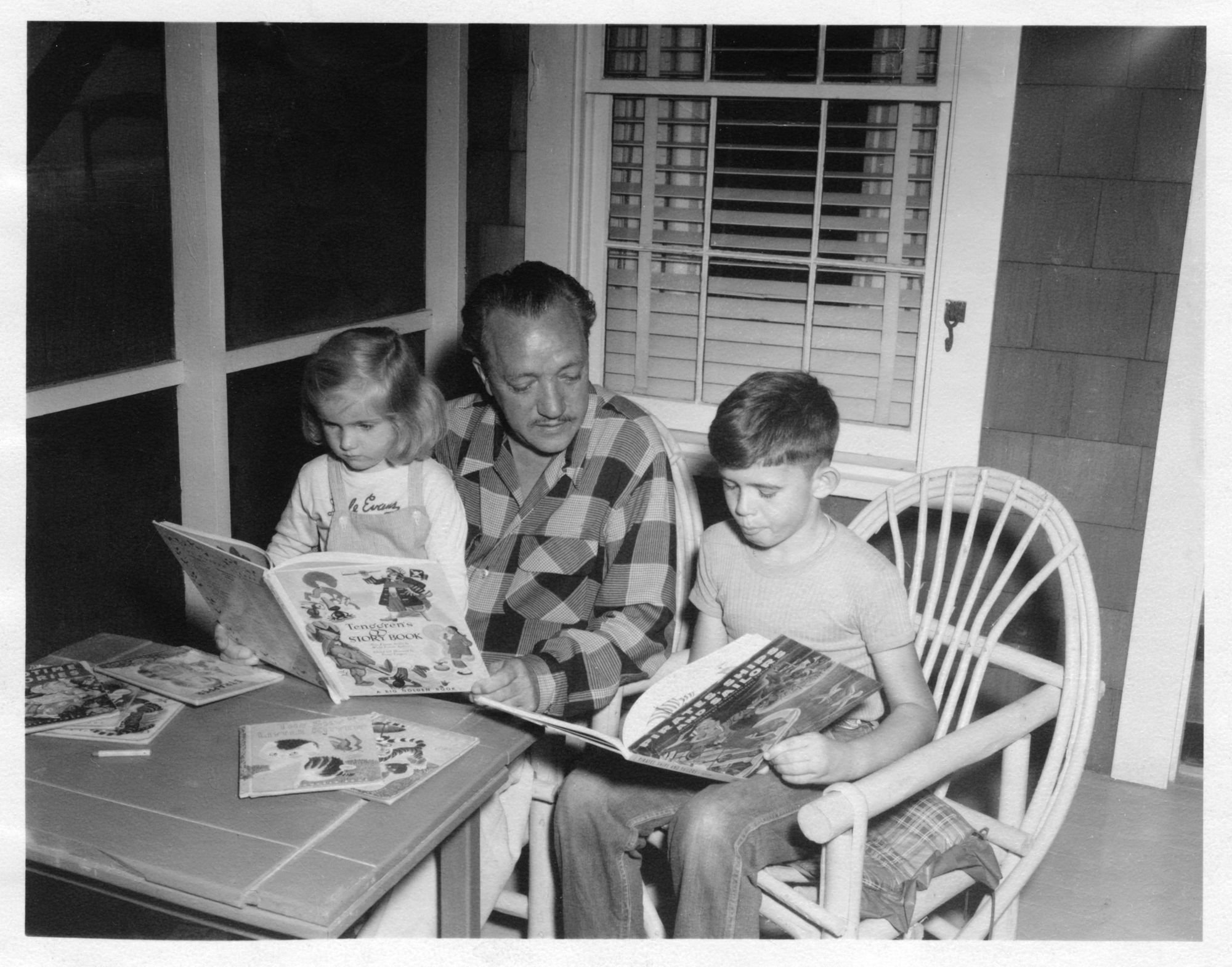
Gustaf Tenggren mit Kindern 1950

Gustaf Tenggren (* 3. November 1896 in Magra (Västra Götalands län); † 6. April 1970 in West Southport) war ein schwedisch-amerikanischer Zeichner und Illustrator, der zeitweise für Walt Disney arbeitete.

## Leben
Gustaf Adolf Tenggren war das zweitjüngste von sieben Kindern des Ehepaares Aron und Augusta Tenggren. Schon Aron Tenggren war Maler. 1898 zog die Familie nach Gårda in Göteborg; Gustaf Tenggren, der eine enge Beziehung zu seinem Großvater hatte, verbrachte jedoch die Ferien in Magra und besuchte dort auch die ersten beiden Klassen der Schule. Bald nach dem Umzug nach Gårda verließ Aron Tenggren die Familie und zog in die USA, um dort Arbeit zu suchen. Gustaf Tenggren musste ab einem Alter von elf Jahren zum Unterhalt der Familie beitragen. Unter anderem arbeitete er als Gehilfe bei einem Lithographen. Nachdem sein Zeichentalent entdeckt worden war, erhielt er 1910 ein Stipendium, das ihm eine Ausbildung an der Slöjdföreningens skola in Göteborg ermöglichte. Tagsüber hatte er allerdings weiterhin zu arbeiten. 1914 erhielt er ein zweites Stipendium und wechselte an die Valands Konstskola. In dieser Zeit erhielt er erste Illustrationsaufträge. Außerdem betätigte er sich als Theatermaler im Stora Teatern und malte Porträts.
Der Verleger Erik Åkerlund stellte Gustaf Tenggren 1918 als Nachfolger John Bauers ein. In den folgenden acht Jahren illustrierte Tenggren zehn Bände von Bland Tomtar och Troll. Sein Rotkäppchen, ein Bild aus der Zeit um 1920, zeigt ein blondgelocktes, vor sich hin pfeifendes Rotkäppchen, das mit forschen Schritten einen finsteren Wald durchquert, von dem nur die Wurzelstöcke und die unteren Teile der Baumstämme zu sehen sind. Die kulissenartige Trennung von Vorder- und Hintergrund erinnert an Werke von John Bauer.
Während der Zeit bei Åkerlund heiratete Tenggren seine erste Frau, Anna Petersson, die Schwester seines besten Freundes Rudolf Petersson. 1920 schifften sich Gustaf und Anna Tenggren in Kopenhagen auf der Hellig Olav der Scandinavian America Line nach Amerika ein. Sie erreichten New York im August 1920 und reisten weiter nach Cleveland, Ohio. Dort lebten bereits zwei Schwestern des Zeichners. Zwei Jahre später zogen sie nach New York. In den nächsten Jahren wurde Tenggren als Künstler bekannt und verdiente viel Geld. 1929 zog er aufs Land ins Dutchess County, 1930 heiratete er seine zweite Frau, die ebenfalls aus Schweden stammte. Ihr Name war Malin oder Mollie Froberg. Bis 1935 lebte das Ehepaar bei Rhinebeck auf einer Farm, ehe es wieder nach New York zog.
1935 erhielt Gustaf Tenggren das Angebot, als Künstlerischer Direktor für den Film Schneewittchen in den Walt-Disney-Studios in Los Angeles zu arbeiten. Fast drei Jahre lang beschäftigte er sich mit dieser Aufgabe. Die Gestaltung des Innenraums im Zwergenhaus geht ebenso auf seine Entwürfe zurück wie die Räumlichkeiten der Königin und die Waldszenen, in denen das verfolgte  Schneewittchen flieht. Weitere Filme, an denen er maßgeblich beteiligt war, waren Bambi, Das hässliche Entlein, Hiawatha und Fantasia, vor allem aber Pinocchio. 1939 verließ Tenggren die Disney-Studios, um sich seiner eigenen Kinderbuchreihe, The Tenggren books, zu widmen. Der erste Band dieser Reihe war The Tenggren Mother Goose. Die Bücher der Reihe enthielten im Volk verbreitete Erzählungen. Parallel dazu gestaltete er Illustrationen für Kinderbücher aus anderer Hand. Tenggren arbeitete auch für The Golden Press und produzierte eine Reihe von Bilderbüchern, darunter das weltweit am häufigsten gedruckte Bilderbuch The Poky Little Puppy.

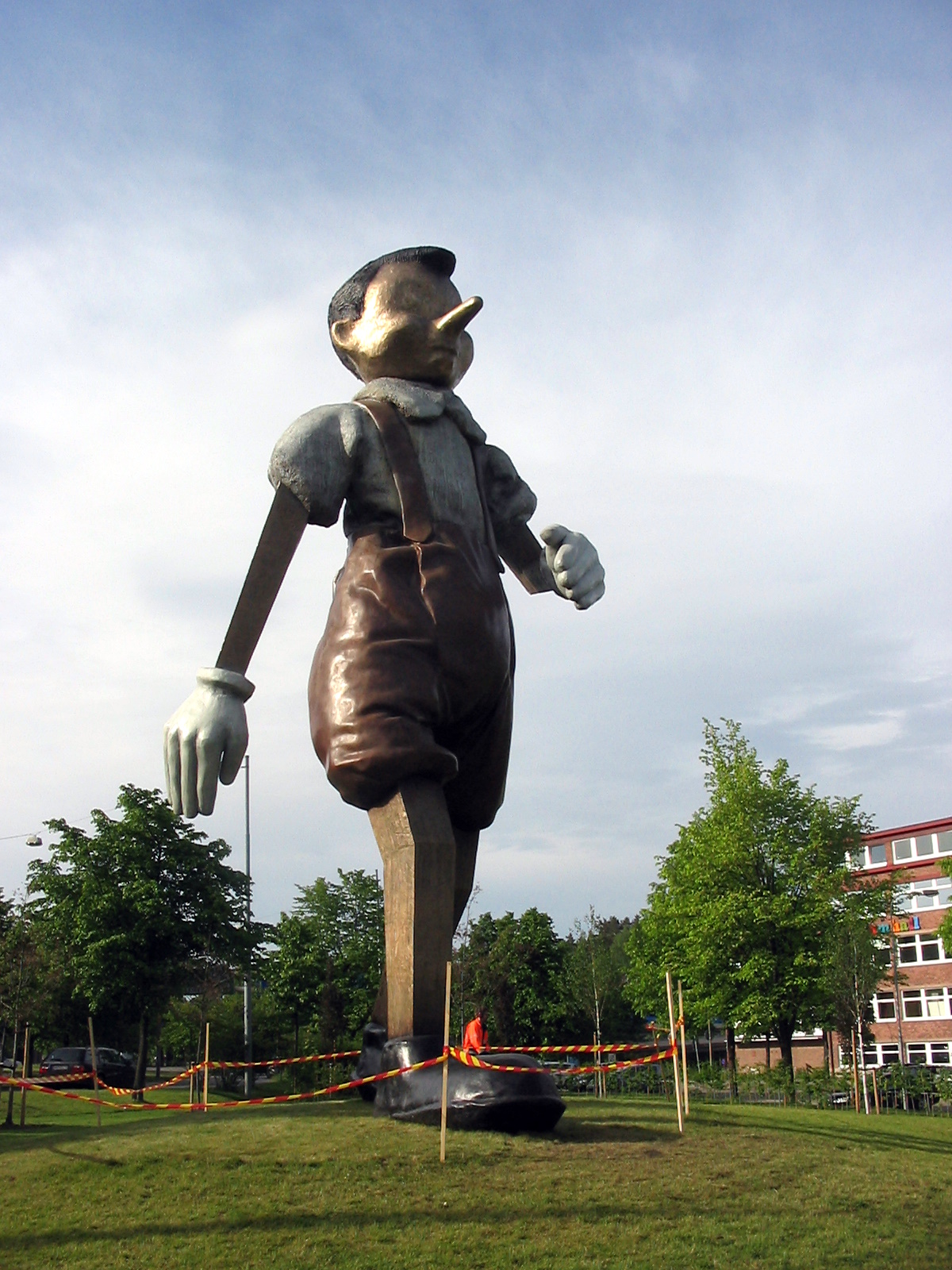
Denkmal für Gustaf Tenggren

1944 kaufte das Ehepaar Tenggren ein Anwesen am Dogfish Head in Southport, Maine. Es wurde mit alten schwedischen Möbeln ausgestattet und war Tenggrens Heim bis zu seinem Tod am 6. April 1970. Seine Witwe überlebte ihn um zwölf Jahre. Sie hinterließ den künstlerischen Nachlass ihres Mannes der Universität von Minnesota, Minneapolis. Er wurde in die Kerlan Collection integriert, die eine der größten Sammlungen zur Kinderliteratur weltweit ist.

## Denkmal
Am 16. Mai 2008 wurde eine neun Meter hohe bronzene Pinocchiofigur, die Jim Dine entworfen hatte, zu Tenggrens Ehren an der Allégatan im schwedischen Borås aufgestellt.